# Piotr Baranowski (zootechnik)
Piotr Baranowski – polski zootechnik, profesor nauk rolniczych.

## Życiorys
W 1983 r. ukończył studia zootechniczne w Akademii Rolniczej w Szczecinie, w 1993 r. obronił pracę doktorską, w 2001 r. otrzymał stopień doktora habilitowanego. W 2012 r. uzyskał tytuł profesora nauk rolniczych.
Pracuje w Zachodniopomorskim Uniwersytecie Technologicznym w Szczecinie.